# Calanoides philippinensis
Calanoides philippinensis is een eenoogkreeftjessoort uit de familie van de Calanidae. De wetenschappelijke naam van de soort is voor het eerst geldig gepubliceerd in 1969 door Kitou & Tanaka.